# روبرت سيمنس
روبرت تشانينج سيمنس (بالإنجليزية: Robert Seamans) (30 أكتوبر 1918 - 28 يونيو 2008) هو نائب مدير وكالة ناسا وبروفيسور في معهد ماساتشوستس للتقنية.

## تعليمه
حصل سيمنس على درجة البكالوريوس في الهندسة من جامعة هارفارد في العام 1939 أو 1940 ثم على درجة الماجستير في علوم الطيران من معهد ماساتشوستس للتقنية في عام 1942 والدكتوراة في الأجهزة من نفس الجامعة.